# NGC 2813
NGC 2813 je galaksija u zviježđu Raku.

## Vanjske poveznice
- SEDS: NGC 2813